# Resolutie 187 Veiligheidsraad Verenigde Naties
Resolutie 187 van de Veiligheidsraad van de Verenigde Naties werd op 13 maart 1964 door de VN-Veiligheidsraad aangenomen, met unanimiteit van stemmen.

## Achtergrond
Nadat er geweld was uitgebroken tussen de Griekse en de Turkse bevolkingsgroep op het eiland Cyprus en een Britse interventie mislukte, besloot de VN-Veiligheidsraad middels resolutie 186 om een vredesmacht naar het eiland te sturen.

## Inhoud
De Veiligheidsraad had de verklaringen van Cyprus, Griekenland en Turkije gehoord, en bevestigde resolutie 186. De Raad was diep bezorgd over de ontwikkelingen in de regio.
Er werd opgemerkt dat de secretaris-generaal voortgang boekte in het opzetten van een vredesmacht. Ook werd opgemerkt dat de Secretaris-Generaal verzekerde dat deze macht bijna opgericht was en dat een voorhoede reeds onderweg was naar Cyprus.
De Veiligheidsraad herhaalde de oproep aan alle lidstaten om geen acties of bedreigingen te doen die de situatie in Cyprus zouden kunnen verergeren. De secretaris-generaal werd gevraagd om verder te gaan met de uitvoering van resolutie 186 en de lidstaten werden verzocht hieraan mee te werken.

## Verwante resoluties
- Resolutie 192 Veiligheidsraad Verenigde Naties
- Resolutie 193 Veiligheidsraad Verenigde Naties

Lijst ·  186 ·  187 ·  188 ·  189 ·  190 ·  191 ·  192 ·  193 ·  194 ·  195 ·  196 ·  197 ·  198 ·  199